# Per Krøldrup
Per Krøldrup (Farsø, 31 juli 1979) is een Deens voormalig betaald voetballer die bij voorkeur in de verdediging speelt. Na een half jaar in dienst van Everton FC keerde hij in de winterstop van het seizoen 2005/06 bij Fiorentina terug naar de Serie A, waarin hij in 2001/02 met Udinese Calcio debuteerde op het hoogste niveau. Eerder speelde hij in eigen land met Boldklubben 1893 drie jaar in een lagere divisie.

## Interlandcarrière
Krøldrup debuteerde op 18 februari 2004 in de vriendschappelijke wedstrijd tegen Turkije voor het Deense nationale team. Hij viel in die wedstrijd na 45 minuten in voor aanvoerder René Henriksen (Panathinaikos). Hij maakte deel uit van de Deense selectie bij onder meer het EK 2004 en het WK 2010. Op het WK maakte hij zijn eerste en laatste speelminuten in het derde groepsduel tegen Japan (1-3 verlies), waarin hij in de basis begon en in de 56e minuut vervangen werd door Søren Larsen.

## Clubstatistieken
| Seizoen | Club         | Land     | Competitie     | Duels | Goals |
| ------- | ------------ | -------- | -------------- | ----- | ----- |
| 2001/02 | Udinese      | Italië   | Serie A        | 10    | 1     |
| 2002/03 | Udinese      | Italië   | Serie A        | 26    | 0     |
| 2003/04 | Udinese      | Italië   | Serie A        | 30    | 2     |
| 2004/05 | Udinese      | Italië   | Serie A        | 25    | 0     |
| 2005/06 | Everton      | Engeland | Premier League | 1     | 0     |
| 2005/06 | Fiorentina   | Italië   | Serie A        | 14    | 0     |
| 2006/07 | Fiorentina   | Italië   | Serie A        | 21    | 1     |
| 2007/08 | Fiorentina   | Italië   | Serie A        | 18    | 0     |
| 2008/09 | Fiorentina   | Italië   | Serie A        | 20    | 0     |
| 2009/10 | Fiorentina   | Italië   | Serie A        | 25    | 2     |
| 2010/11 | Fiorentina   | Italië   | Serie A        | 19    | 0     |
| 2011/12 | Fiorentina   | Italië   | Serie A        | 0     | 0     |
| 2012/13 | Pescara      | Italië   | Serie A        | 5     | 0     |
| 2013/14 | SC Olhanense | Portugal | Primeira Liga  | 22    | 1     |
| Totaal  | Totaal       | Totaal   | Totaal         | 293   | 15    |